# Fromezey
Fromezey – miejscowość i gmina we Francji, w regionie Grand Est, w departamencie Moza.
Według danych na rok 1990 gminę zamieszkiwało 55 osób, a gęstość zaludnienia wynosiła 9 osób/km² (wśród 2335 gmin Lotaryngii Fromezey plasuje się na 990. miejscu pod względem liczby ludności, natomiast pod względem powierzchni na miejscu 914.).